# Évecquemont
Évecquemont település Franciaországban, Yvelines megyében. Lakosainak száma 759 fő (2022. január 1.). Évecquemont Meulan-en-Yvelines, Tessancourt-sur-Aubette, Vaux-sur-Seine, Condécourt és Menucourt községekkel határos.

## Népesség
A település népességének változása:
| Lakosok száma | 794  | 787  | 798  | 787  | 788  | 793  | 782  | 771  | 759  |
|               | 2013 | 2015 | 2016 | 2017 | 2018 | 2019 | 2020 | 2021 | 2022 |